# Зандау
Зандау (нім. Sandau) — місто в Німеччині, розташоване в землі Саксонія-Ангальт. Входить до складу району Штендаль. Складова частина об'єднання громад Ельбе-Гафель-Ланд.
Площа — 18,58 км2. Населення становить 829 ос. (станом на 31 грудня 2021).